# 我的三体
《我的三体》（英語：The Three-Body Problem in Minecraft）是基于《我的世界》制作的中国大陆網路动画，根據刘慈欣创作的科幻小说《三体》改编。《我的三体》最初为同人作品，在第二季第三集之后获得原作的改编权。

## 剧情简介

### 第一季
四五十年前，科学家叶文洁在搜寻外星文明的秘密基地“红岸”，监测到来自三体星打算侵略其他星球的信息。由于三体星是一颗被三颗恒星包围的行星，随时面临着被恒星吞没的危险，于是三体人孤注一掷，向外太空进发。叶文洁因为个人身世，对人类失去信心，因此把地球的坐标发送给三体星。后来，离开红岸基地的叶文洁认识了志同道合的伊文斯，把三体的秘密告诉他。两人集合一群同样对人类失去信心的人，成立反人类的“地球三体组织”。经过一番斗智斗勇，科学家汪淼和警官大史连同各国政府识破三体组织的阴谋，逮捕叶文洁，但在邮轮“第二红岸基地”的伊文斯威胁道，如果人类政府登船，就立刻销毁所有关于三体的绝密信息。汪淼和大史想出利用纳米材料做成比发丝细、比钻石硬的5根“琴弦”，趁第二红岸基地通过运河时把船员全部割成碎片。由于“琴弦”太细，所以船上电脑完好无损。通过船上电脑资料，人类知道三体人向地球发射了8颗以质子制成的检测器“智子”，而地球上一切计策都在三体人的眼皮底下。

### 第二季（罗辑传）
为了对付智子，联合国商议选出了4名“面壁者”，“面壁者”能够调用极大的资源，却不用作任何解释，目的是对能看到一切的智子和三体人进行战略欺骗。4人中，其他3人都是杰出的政治家和科学家，唯独罗辑是个普通的社会学教授，因为他是唯一一个被三体人点名要杀的人……

### 第三季（章北海传）
中国军人章北海，在父亲的影响之下抱有坚定的志向，认为这是延续人类火种的唯一方法。由于希恩斯思想钢印计划的逃亡主义被识破，作为增援未来计划一员的章北海在末日之战前被唤醒。负责自然选择号的他实施了他的逃亡主义计划，驾驶自然选择号奔向深空.....

### 第四季
为应对即将入侵地球的三体人，航天博士程心主持了对三体舰队主动侦查的阶梯计划，将身患绝症的云天明捐赠的大脑送入太空。得知云天明一直深爱自己并送给自己一颗星星，程心后悔莫及，进入冬眠。两百年后，程心苏醒并将星星赠给联合国，并因此被推举为威慑三体的执剑人，但她的善良促使三体发动全面进攻，人类文明危在旦夕……

## 制作
《我的三体》导演神游八方是一名法国波城大学的学生，是《三体》的粉丝，由于经常被人询问“什么是《三体》”，于是决定利用Minecraft来制作动画版的《三体》。制作第一集时，由于制作团队除了配音只有神游八方，因此神游八方需要兼任剧本改编、执镜、世界架构。由于技术、经验和资金的限制，第一季的制作效果非常粗糙，但吸引了其它人参与制作，并于製作第四集期間成立制作团队。由于地域的限制，制作团队成员不能当面交流，因此在制作的过程中基本通过QQ群进行沟通。
《我的三体》最初是通过Minecraft来制作，第一季第八集开始加入部分动画制作，第九集起全部转换为动画制作，在第二季中加强光影和人物表情，并加入口型设计。
由于《我的三体》第一季时是一部同人动画，所以制作组在制作《我的三体》第一季时没有获得投资。但从第二季第三集开始，制作团队获得资金支持和《三体》原作的改编权。
2021年9月22日，导演神游八方宣布离开游族。

## 系列概況
| 季數 | 副標題   | 集数 | 集数 | 上線日期      | 上線日期      |
| 季數 | 副標題   | 集数 | 集数 | 首映          | 季终          |
| ---- | -------- | ---- | ---- | ------------- | ------------- |
| 1    | 不適用   | 11   | 11   | 2014年2月27日 | 2015年10月6日 |
| 2    | 罗辑传   | 11   | 11   | 2016年6月9日  | 2018年3月9日  |
| 3    | 章北海传 | 9    | 9    | 2020年1月21日 | 2020年3月10日 |
| 4    | 不適用   | 9    | 9    | 2024年7月14日 | 2024年9月1日  |

《我的三体》第一季第一集在2014年2月推出，2015年10月完结，总共11集，其中第10集播出半年后才推出第11集，平均一集时长为20分钟左右。
第二季《罗辑传》从2016年6月开始播出，播出第二集后长时间停止更新，在2018年1月重新播出。
第三季《章北海传》从2020年1月21日开始播出，2020年3月10日完结。
第四季从2024年7月14日开始播出，2024年9月1日完结。

## 原声
第二季罗辑传主题曲由中国大陆网络歌手云翼星辰演唱的《黑暗森林》，第三季专辑《我的三体章北海传 原声音乐集》，收录由原创音乐基地歌手不才演唱的主题曲《夜航星》（Night Voyager）以及其他原声。

## 评价
《我的三体》在豆瓣的评分为9.7，在哔哩哔哩的评分为9.7。